# Местеакан (Сату Маре)
Местеакан (рум. Mesteacăn) насеље је у Румунији у округу Сату Маре у општини Халмеу. Oпштина се налази на надморској висини од 125 m.

## Становништво
Према подацима из 2002. године у насељу је живело 424 становника, од којих су сви румунске националности.